# Sala Metrònom
La Sala Metrònom és un espai cultural que ocupa l'antic magatzem de la Companyia d'Indústries Agrícoles, al costat del Mercat del Born.

## Història
Va començar a funcionar el 1983, quan el mecenes Rafael Tous i Giner hi va traslladar l'activitat cultural d'un altre espai al barri de Sant Gervasi - la Bonanova.
El nom provenia del dispositiu musical que mai no s'atura i que sempre marca el pas del temps. Va ser un dels espais de la ciutat amb una programació més intensa i més viva, fora dels circuits convenionals, i en directe diàleg amb el que passava a ciutats com Londres, Berlín i, sobre tot, Nova York. Un dels eixos principals era l'art conceptual, al que Tous estava vinculat des dels anys setanta, amb exposicions arriscades d'artistes com Francesc Abad, Pere Noguera, Francesc Torres, Jordi Benito o Eugènia Balcells. Poc a poc, la fotografia va anar guanyant protagonisme, amb projectes de Cindy Sherman o Andrés Serrano. A finals de la dècada de 1980 va veure la reaparició de la performance, amb projectes d'Albert Vidal o els que promovia el col·lectiu Club 7.
Segons una notícia de l'any 2006, la Sala Metrònom va tancar les portes després de 26 anys d'activitat cultural. Actualment es lloga com a sala de festes i d'exposicions, tot i que de forma excepcional el MACBA la va reobrir per a tornar a instal·lar la peça de Jordi Benito Puertas de Linares (1989) en ocasió de l'exposició de la donació de la Col·lecció Rafael Tous al museu, l'estiu de 2021.